# Пнево (Підляське воєводство)
Пнево (пол. Pniewo) — село в Польщі, у гміні Ломжа Ломжинського повіту Підляського воєводства.
Населення — 615 осіб (2011).
У 1975—1998 роках село належало до Ломжинського воєводства.

## Демографія
Демографічна структура станом на 31 березня 2011 року:
|          | Загалом | Допрацездатний вік | Працездатний вік | Постпрацездатний вік |
| -------- | ------- | ------------------ | ---------------- | -------------------- |
| Чоловіки | 309     | 54                 | 207              | 48                   |
| Жінки    | 306     | 58                 | 163              | 85                   |
| Разом    | 615     | 112                | 370              | 133                  |